# 더스트맨
《더스트맨》은 2021년에 개봉한 대한민국의 영화이다.

## 캐스팅
- 우지현 : 태산 역
- 심달기 : 모아 역
- 강길우 : 도준 역
- 민경진 : 김씨 삼촌 역
- 전운종 : 병수 역
- 성령 : 수연 역